# Leymus chinensis
Leymus chinensis är en gräsart som först beskrevs av Carl Bernhard von Trinius, och fick sitt nu gällande namn av Nikolai Nikolaievich Tzvelev. Leymus chinensis ingår i släktet strandrågssläktet, och familjen gräs. Inga underarter finns listade i Catalogue of Life.